# Pseudonicsara
Pseudonicsara är ett släkte av insekter. Pseudonicsara ingår i familjen vårtbitare.

## Dottertaxa tillPseudonicsara, i alfabetisk ordning[1]
- Pseudonicsara abbreviata
- Pseudonicsara aeruginifrons
- Pseudonicsara alces
- Pseudonicsara apicata
- Pseudonicsara apingan
- Pseudonicsara april
- Pseudonicsara arcuata
- Pseudonicsara bitriangulata
- Pseudonicsara bomberi
- Pseudonicsara buergersi
- Pseudonicsara cervus
- Pseudonicsara clavus
- Pseudonicsara concha
- Pseudonicsara crassicercus
- Pseudonicsara curvata
- Pseudonicsara digitata
- Pseudonicsara dilatata
- Pseudonicsara divitata
- Pseudonicsara dodinga
- Pseudonicsara excisa
- Pseudonicsara finister
- Pseudonicsara forceps
- Pseudonicsara furcata
- Pseudonicsara halmahera
- Pseudonicsara hum
- Pseudonicsara karimui
- Pseudonicsara lehm
- Pseudonicsara leopoldi
- Pseudonicsara lina
- Pseudonicsara lita
- Pseudonicsara lobaspoides
- Pseudonicsara maritima
- Pseudonicsara minuta
- Pseudonicsara missim
- Pseudonicsara nana
- Pseudonicsara nomo
- Pseudonicsara ornata
- Pseudonicsara pallidifrons
- Pseudonicsara pugio
- Pseudonicsara raffrayi
- Pseudonicsara semicruciata
- Pseudonicsara sinuata
- Pseudonicsara siwi
- Pseudonicsara spatula
- Pseudonicsara spinibranchis
- Pseudonicsara spinicercus
- Pseudonicsara stridulans
- Pseudonicsara stylata
- Pseudonicsara taliabu
- Pseudonicsara uncinata
- Pseudonicsara undulata
- Pseudonicsara wanigela
- Pseudonicsara wanuma
- Pseudonicsara wau
- Pseudonicsara wum
- Pseudonicsara zugi